# Kremer Racing

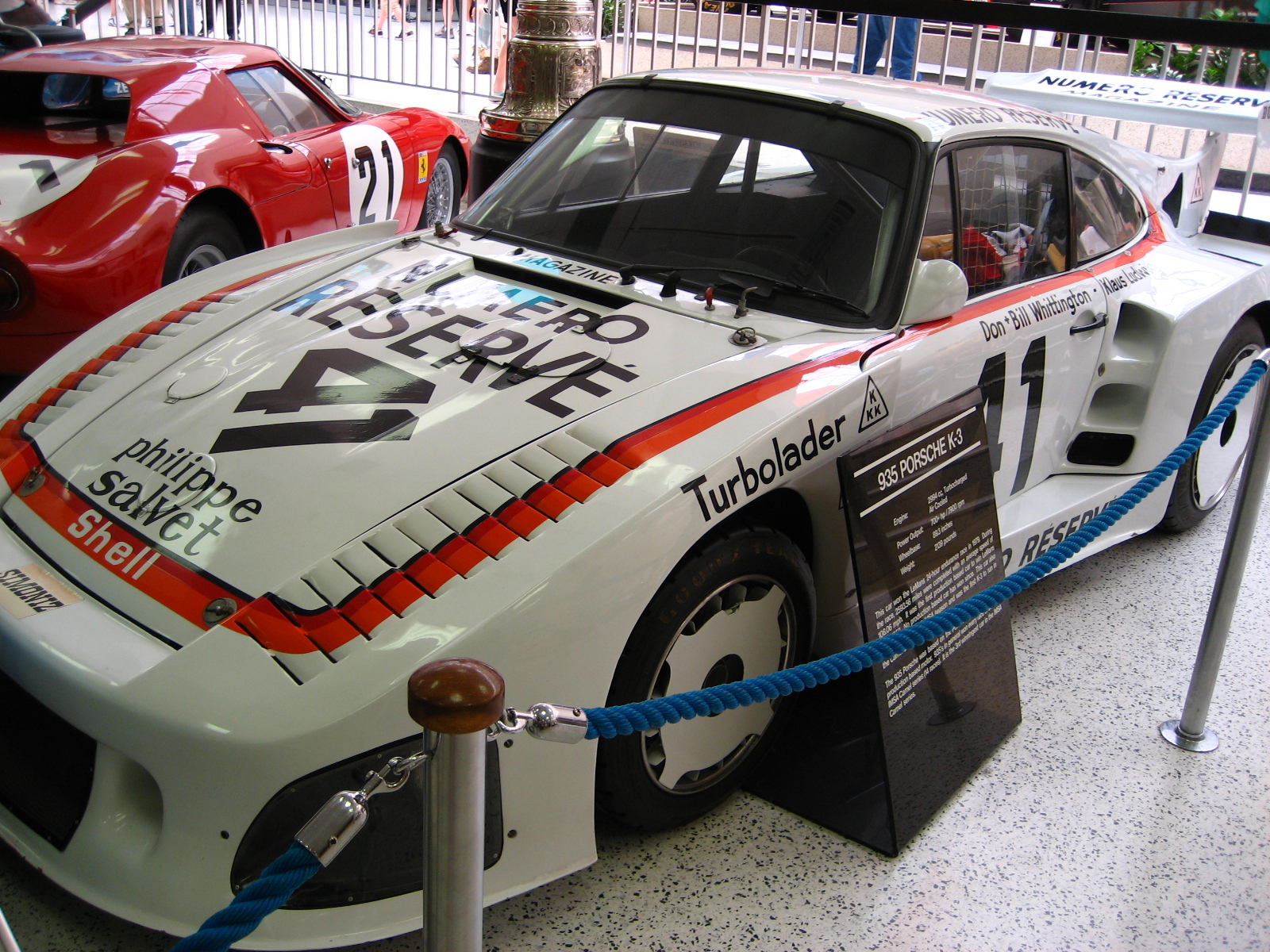
La Kremer 935 K3 vincitrice a Le Mans

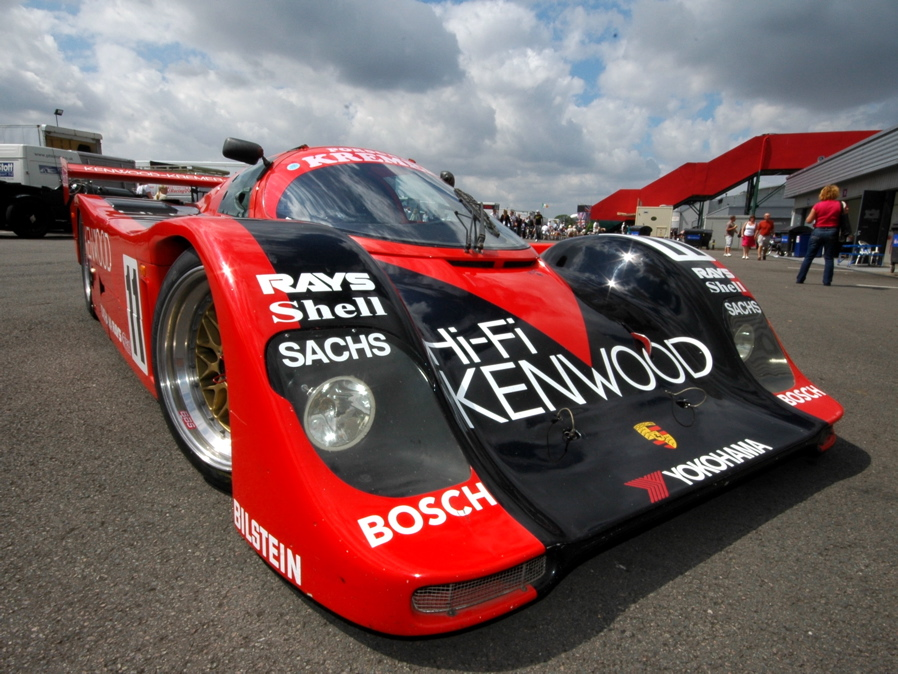
La Kremer 962CK6

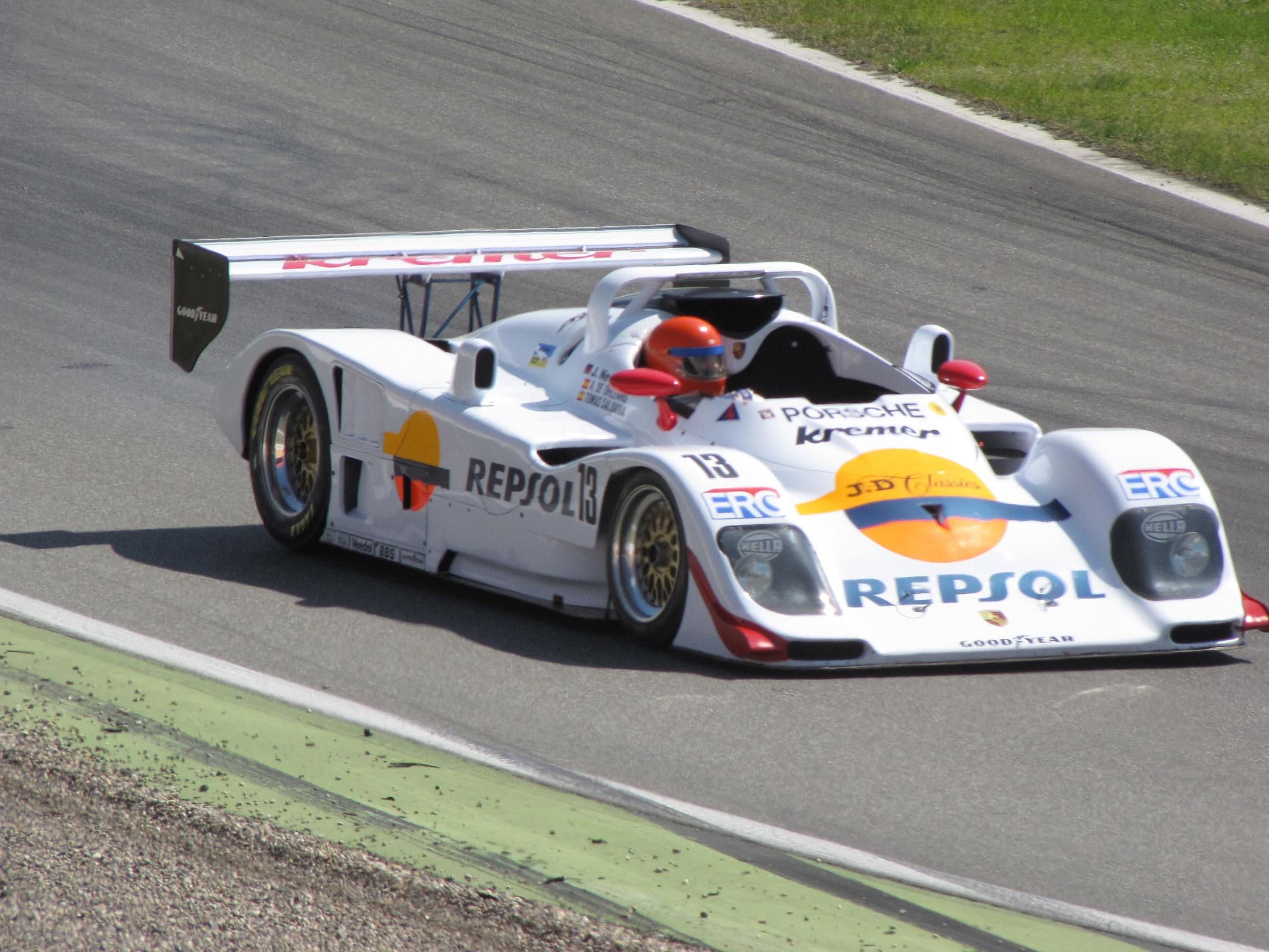
La Kremer K8 Spyder

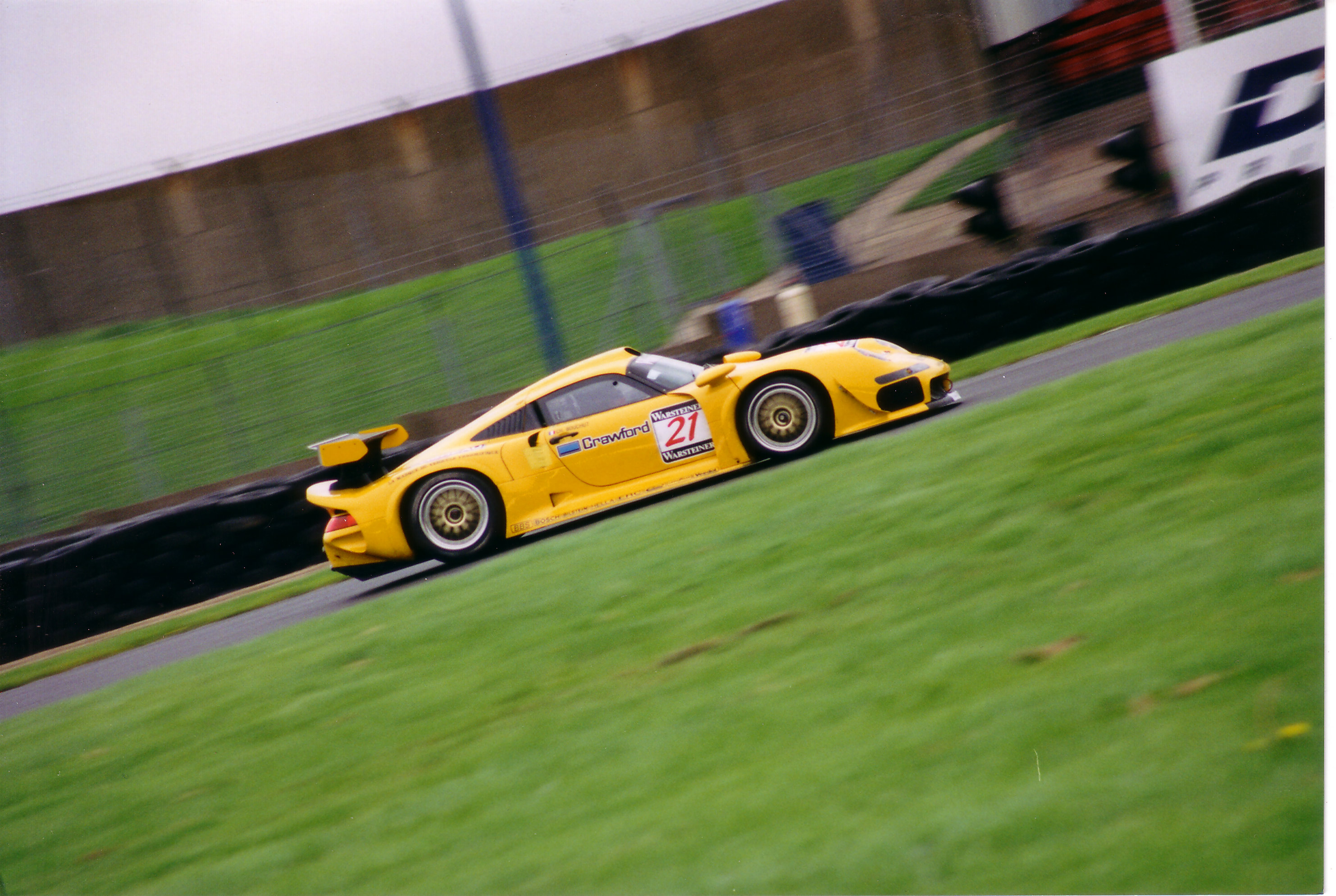
La Kremer Porsche 911 GT1

La Kremer Racing Cologne è una scuderia motoristica tedesca, localizzata a Colonia, fondata nel 1962 dai fratelli Erwin e Manfred Kremer. In breve tempo si è specializzata nell'elaborazione di automobili Porsche ed è stata la prima squadra ad aver portato in gara la 911 in competizioni a livello internazionale. In seguito al successo ottenuto nelle gare, nel 1973 la Kremer Racing si dota di un nuovo stabilimento a cui si aggiungono nel 1983 uno show-room ed edifici amministrativi. Nel 1984, l'azienda ottiene dalla Porsche il riconoscimento di Concessionario Ufficiale, rappresentante esclusivo del marchio Porsche in Germania.

## Vetture
Dopo aver elaborato le Porsche 911, le 914-6 GT e le 934, la Kremer Racing si dedicò alla realizzazione di proprie versioni della Porsche 935, da impiegare direttamente o cedere ad altre scuderie. Con tale vettura l'azienda inizia ad assegnare una propria denominazione ai suoi prodotti, identificandoli con una lettera K seguita da un numero progressivo. Un totale di otto vetture hanno adottato tale schema.
- 935 K1 - La prima versione di 935, realizzata nel 1977
- 935 K2 - Un'evoluzione della K1, realizzata anch'essa nel 1977[2].
- 935 K3 - Ispirata alla veste aerodinamica delle 935/78 ufficiali, che erano conosciute col nome di Moby Dick: fu la versione di maggior successo e riuscì a conquistare la 24 Ore di Le Mans 1979[3][4].
- 935 K4 - Una profonda evoluzione della 935, con la scocca portante originale sostituita da un telaio completamente tubolare, realizzata nel 1981[4][5].
- CK5 - Una vettura Sport prototipo di Gruppo C, basata su una Porsche 936, realizzata in attesa dello sviluppo e della consegna della Porsche 956 da parte della Casa di Stoccarda.
- 962CK6 - Uno sviluppo della Porsche 962 ufficiale
- CK7 Spyder - Una vettura Sport prototipo con carrozzeria barchetta, dotata della meccanica della 962 e usata nel campionato Interserie.
- K8 Spyder - Una versione evoluta della K7 destinata all'International Sports Racing Series e alla 24 Ore di Le Mans.

Oltre alle vetture della serie K, i fratelli Kremer iscrissero alla 24 Ore di Le Mans 1981 una Porsche 917 aggiornata nella veste aerodinamica e nelle sospensioni, denominata 917K81 e negli anni novanta si sono dedicati alla 911 GT1 e alla GT2.

## Risultati sportivi
Tra le vittorie più importanti del team dei fratelli Kremer si annoverano la 24 Ore di Daytona del 1995, la 24 Ore di Le Mans 1979, la 24 Ore di Spa 1968, 3 Campionati Europei Gran Turismo, 3 Campionati Interserie, 11 Porsche Cup e il Deutscher Rennsportmeisterschaft 1979.